# Classic Loire-Atlantique 2024
La 24e édition de la Classic Loire-Atlantique  a lieu le samedi 16 mars 2024. Cette course cycliste d'un jour fait partie de la Coupe de France en tant que 4e manche de l'édition 2024. 
Elle fait aussi partie du calendrier UCI Europe Tour 2024 en catégorie 1.1 (troisième catégorie mondiale).
L'épreuve est remportée par Paul Lapeira de l'équipe Decathlon AG2R La Mondiale qui s'impose devant Tom Van Asbroeck (Israel-Premier Tech) et Emmanuel Morin (Van Rysel-Roubaix). 

## Présentation

### Parcours
Le départ fictif et l'arrivée se situent dans la commune de La Haie-Fouassière (orthographiée aussi La Haye-Fouassière), une commune du Pays du Vignoble nantais située au sud-est du département de la Loire-Atlantique. Le parcours se déroule sur un circuit de 16,8 km à accomplir 11 fois pour une distance totale de 182,8 km en passant aussi par les communes de Maisdon-sur-Sèvre, Château-Thébaud, Saint-Fiacre-sur-Maine et Vertou.

### Équipes participantes
La Classic Loire-Atlantique est classée en catégorie 1.1 de l'UCI Europe Tour. Par conséquent, la course est ouverte aux équipes UCI WorldTeam dans la limite de 50 % des équipes participantes, aux équipes continentales professionnelles, aux équipes continentales et aux équipes nationales.
17 équipes participent à la course : 4 WorldTeams, 5 ProTeams et 8 équipes continentales.
| WorldTeams (4)- Arkéa-B&B Hotels - Cofidis - Decathlon-AG2R La Mondiale - Groupama-FDJ ProTeams (5)- Bingoal WB - Burgos-BH - Equipo Kern Pharma - Euskaltel-Euskadi - TotalEnergies Équipes continentales (8)- Beltrami TSA-Tre Colli - BHS-PL Beton Bornholm - CIC U Nantes Atlantique - Israel Premier Tech Academy - Nice Métropole Côte d'Azur - Philippe Wagner-Bazin - Saint Michel-Mavic-Auber 93 - Van Rysel-Roubaix |
| |

### Principaux coureurs présents
Parmi les précédents vainqueurs seul Anthony Perez (2022) est présent au départ de l'édition 2024. Les autres favoris sont les sprinters Sam Bennett et Tom Van Asbroeck. Du côté des baroudeurs, les favoris sont Paul Lapeira, Clément Venturini ou Alexandre Delettre.

### Diffusion
Cette année la course n'est pas diffusée en direct.

## Classement de la course
| \| Classement général \| Classement général \| Classement général \| Classement général \| Classement général \| \| Coureur \| Coureur \| Pays \| Équipe \| Temps \| \| ------------------ \| ------------------- \| ------------------ \| --------------------------- \| ------------------ \| \| 1er \| Paul Lapeira \| France \| Decathlon-AG2R La Mondiale \| 4 h 16 min 27 s \| \| 2e \| Tom Van Asbroeck \| Belgique \| Israel Premier Tech Academy \| + 0 s \| \| 3e \| Emmanuel Morin \| France \| Van Rysel-Roubaix \| + 19 s \| \| 4e \| Pier-André Côté \| Canada \| Israel Premier Tech Academy \| + 19 s \| \| 5e \| Alexandre Delettre \| France \| Saint Michel-Mavic-Auber 93 \| + 19 s \| \| 6e \| Anthony Perez \| France \| Cofidis \| + 19 s \| \| 7e \| Valentin Retailleau \| France \| Decathlon-AG2R La Mondiale \| + 19 s \| \| 8e \| Lewis Askey \| Royaume-Uni \| Groupama-FDJ \| + 19 s \| \| 9e \| Jordan Labrosse \| France \| Decathlon-AG2R La Mondiale \| + 19 s \| \| 10e \| Axel Mariault \| France \| Cofidis \| + 19 s \| |                     |             |                             |                 |
| |                     |             |                             |                 |
| Source : ProCyclingStats |                     |             |                             |                 |
| Classement général |                     |             |                             |                 |
| Coureur | Coureur             | Pays        | Équipe                      | Temps           |
| 1er | Paul Lapeira        | France      | Decathlon-AG2R La Mondiale  | 4 h 16 min 27 s |
| 2e | Tom Van Asbroeck    | Belgique    | Israel Premier Tech Academy | + 0 s           |
| 3e | Emmanuel Morin      | France      | Van Rysel-Roubaix           | + 19 s          |
| 4e | Pier-André Côté     | Canada      | Israel Premier Tech Academy | + 19 s          |
| 5e | Alexandre Delettre  | France      | Saint Michel-Mavic-Auber 93 | + 19 s          |
| 6e | Anthony Perez       | France      | Cofidis                     | + 19 s          |
| 7e | Valentin Retailleau | France      | Decathlon-AG2R La Mondiale  | + 19 s          |
| 8e | Lewis Askey         | Royaume-Uni | Groupama-FDJ                | + 19 s          |
| 9e | Jordan Labrosse     | France      | Decathlon-AG2R La Mondiale  | + 19 s          |
| 10e | Axel Mariault       | France      | Cofidis                     | + 19 s          |

## Attributions des points
La course attribue aux coureurs le même nombre des points pour l'UCI Europe Tour 2024 et le Classement mondial UCI.
| Position           | 1er | 2e | 3e | 4e | 5e | 6e | 7e | 8e | 9e | 10e | 11e | 12e | 13e à 15e | 16e à 25e |
| Classement général | 125 | 85 | 70 | 60 | 50 | 40 | 35 | 30 | 25 | 20  | 15  | 10  | 5         | 3         |

### Classements Coupe de France
L'ordre d'arrivée de l'épreuve détermine le nombre de points attribués pour le classement général individuel de la Coupe de France 2024.
| Position | 1er | 2e | 3e | 4e | 5e | 6e | 7e | 8e | 9e | 10e | 11e | 12e | 13e | 14e | 15e |
| Points   | 50  | 35 | 25 | 20 | 18 | 16 | 14 | 12 | 10 | 8   | 6   | 5   | 3   | 3   | 3   |

Le classement par équipes de la Coupe de France est établi de la manière suivante : on additionne les places des trois premiers coureurs pour définir le score de chaque équipe. Puis les équipes sont classées par score décroissant. L'équipe avec le total le plus faible sera la première et recevra 12 points au classement des équipes, jusqu'à la neuvième équipe qui marquera deux points. Seules les équipes françaises marquent des points.
| Position | 1re | 2e | 3e | 4e | 5e | 6e | 7e | 8e | 9e |
| Points   | 12  | 9  | 8  | 7  | 6  | 5  | 4  | 3  | 2  |

## Liste des participants
| Légende | Légende                                                                    | Légende | Légende                                                    |
| ------- | -------------------------------------------------------------------------- | ------- | ---------------------------------------------------------- |
| Num     | Dossard de départ porté par le coureur sur la Classic Loire-Atlantique     | Pos     | Position à l'arrivée de la course                          |
|         | Indique un maillot de champion national ou mondial, suivi de sa spécialité | NP      | Indique un coureur qui n'a pas pris le départ de la course |
| AB      | Indique un coureur qui n'a pas terminé la course                           | HD      | Indique un coureur qui a terminé la course hors des délais |
| DSQ     | Indique un coureur qui a été disqualifié de la course                      |         |                                                            |

| Cofidis COF | Cofidis COF           | Cofidis COF |
| ----------- | --------------------- | ----------- |
| Num         | Coureur               | Pos         |
| 1           | Eddy Finé (FRA)       | 39e         |
| 2           | Alexis Gougeard (FRA) | 19e         |
| 4           | Nolann Mahoudo (FRA)  | 21e         |
| 5           | Axel Mariault (FRA)   | 10e         |
| 6           | Anthony Perez (FRA)   | 6e          |
| 7           | Alexis Renard (FRA)   | 83e         |

| Decathlon-AG2R La Mondiale DAT | Decathlon-AG2R La Mondiale DAT | Decathlon-AG2R La Mondiale DAT |
| ------------------------------ | ------------------------------ | ------------------------------ |
| Num                            | Coureur                        | Pos                            |
| 11                             | Baptiste Veistroffer (FRA)     | AB                             |
| 12                             | Tom Donnenwirth (FRA)          | 51e                            |
| 13                             | Jordan Labrosse (FRA)          | 9e                             |
| 14                             | Paul Lapeira (FRA)             | 1er                            |
| 15                             | Sam Bennett (IRL)              | 14e                            |
| 16                             | Killian Verschuren (FRA)       | 48e                            |
| 17                             | Valentin Retailleau (FRA)      | 7e                             |

| Groupama-FDJ GFC | Groupama-FDJ GFC      | Groupama-FDJ GFC |
| ---------------- | --------------------- | ---------------- |
| Num              | Coureur               | Pos              |
| 21               | Lewis Askey (GBR)     | 8e               |
| 22               | Noah Hobbs (GBR)      | 20e              |
| 24               | Matthew Walls (GBR)   | 72e              |
| 25               | Joshua Golliker (GBR) | AB               |
| 26               | Thibaud Gruel (FRA)   | 37e              |
| 27               | Brieuc Rolland (FRA)  | 36e              |

| Arkéa-B&B Hotels ARK | Arkéa-B&B Hotels ARK    | Arkéa-B&B Hotels ARK |
| -------------------- | ----------------------- | -------------------- |
| Num                  | Coureur                 | Pos                  |
| 32                   | Florian Dauphin (FRA)   | 30e                  |
| 33                   | Anthony Delaplace (FRA) | 23e                  |
| 34                   | Baptiste Gillet (FRA)   | 46e                  |
| 35                   | Donavan Grondin (FRA)   | 44e                  |
| 36                   | Martin Tjøtta (NOR)     | NP                   |
| 37                   | Clément Venturini (FRA) | 18e                  |

| TotalEnergies TEN | TotalEnergies TEN       | TotalEnergies TEN |
| ----------------- | ----------------------- | ----------------- |
| Num               | Coureur                 | Pos               |
| 41                | Fabien Doubey (FRA)     | 61e               |
| 42                | Valentin Ferron (FRA)   | 57e               |
| 43                | Alan Jousseaume (FRA)   | 62e               |
| 44                | Paul Ourselin (FRA)     | 56e               |
| 45                | Julien Simon (FRA)      | 15e               |
| 46                | Fabien Grellier (FRA)   | AB                |
| 47                | Alexis Vuillermoz (FRA) | 52e               |

| Saint Michel-Mavic-Auber 93 AUB | Saint Michel-Mavic-Auber 93 AUB | Saint Michel-Mavic-Auber 93 AUB |
| ------------------------------- | ------------------------------- | ------------------------------- |
| Num                             | Coureur                         | Pos                             |
| 51                              | Lucas Beneteau (FRA)            | 41e                             |
| 52                              | Nicolas Breuillard (FRA)        | 50e                             |
| 53                              | Jérémy Cabot (FRA)              | AB                              |
| 54                              | Romain Cardis (FRA)             | 33e                             |
| 55                              | Alexandre Delettre (FRA)        | 5e                              |
| 56                              | Jérémy Lecroq (FRA)             | AB                              |
| 57                              | Dillon Corkery (IRL)            | AB                              |

| CIC U Nantes Atlantique UCN | CIC U Nantes Atlantique UCN | CIC U Nantes Atlantique UCN |
| --------------------------- | --------------------------- | --------------------------- |
| Num                         | Coureur                     | Pos                         |
| 61                          | Pierre-Henry Basset (FRA)   | 32e                         |
| 62                          | Clément Braz Afonso (FRA)   | 71e                         |
| 63                          | Léo Danès (FRA)             | 40e                         |
| 64                          | Antoine Hue (FRA)           | 65e                         |
| 65                          | Artus Jaladeau (FRA)        | 79e                         |
| 66                          | Matisse Julien (CAN)        | 38e                         |
| 67                          | Robin Plamondon (CAN)       | 88e                         |

| Nice Métropole Côte d'Azur NMC | Nice Métropole Côte d'Azur NMC | Nice Métropole Côte d'Azur NMC |
| ------------------------------ | ------------------------------ | ------------------------------ |
| Num                            | Coureur                        | Pos                            |
| 71                             | Damien Girard (FRA)            | 54e                            |
| 72                             | Jean-Louis Le Ny (FRA)         | 12e                            |
| 73                             | Alexandre Léonien (FRA)        | AB                             |
| 74                             | Axel Narbonne-Zuccarelli (FRA) | 22e                            |
| 75                             | Jonathan Couanon (FRA)         | 42e                            |
| 76                             | Alexander Konijn (NED)         | AB                             |
| 77                             | Noah Knecht (FRA)              | AB                             |

| Van Rysel-Roubaix VRR | Van Rysel-Roubaix VRR  | Van Rysel-Roubaix VRR |
| --------------------- | ---------------------- | --------------------- |
| Num                   | Coureur                | Pos                   |
| 81                    | Thomas Boudat (FRA)    | 91e                   |
| 82                    | Rémi Capron (FRA)      | 77e                   |
| 83                    | Célestin Guillon (FRA) | 74e                   |
| 84                    | Maxime Jarnet (FRA)    | 53e                   |
| 85                    | Jérémy Leveau (FRA)    | 55e                   |
| 86                    | Emmanuel Morin (FRA)   | 3e                    |
| 87                    | Kenny Molly (BEL)      | 64e                   |

| Burgos-BH BBH | Burgos-BH BBH          | Burgos-BH BBH |
| ------------- | ---------------------- | ------------- |
| Num           | Coureur                | Pos           |
| 91            | Clément Alleno (FRA)   | 11e           |
| 92            | Antonio Angulo (ESP)   | 27e           |
| 93            | Jesús Ezquerra (ESP)   | 66e           |
| 94            | Alejandro Franco (ESP) | AB            |
| 95            | Ángel Fuentes (ESP)    | 25e           |
| 96            | Óscar Pelegrí (ESP)    | 47e           |
| 97            | Karel Vacek (CZE)      | 68e           |

| Euskaltel-Euskadi EUS | Euskaltel-Euskadi EUS          | Euskaltel-Euskadi EUS |
| --------------------- | ------------------------------ | --------------------- |
| Num                   | Coureur                        | Pos                   |
| 101                   | Jon Aberasturi (ESP)           | 13e                   |
| 102                   | Xabier Berasategi (ESP)        | 76e                   |
| 103                   | Unai Cuadrado (ESP)            | 90e                   |
| 104                   | James Fouché (NZL)             | 17e                   |
| 105                   | Andoni López de Abetxuko (ESP) | 70e                   |
| 106                   | Gotzon Martín (ESP)            | 34e                   |
| 107                   | Iker Mintegi (ESP)             | 75e                   |

| Bingoal WB BWB | Bingoal WB BWB          | Bingoal WB BWB |
| -------------- | ----------------------- | -------------- |
| Num            | Coureur                 | Pos            |
| 111            | Michiel Lambrecht (BEL) | 63e            |
| 112            | Dimitri Peyskens (BEL)  | 35e            |
| 113            | Louis Blouwe (BEL)      | AB             |
| 114            | Luca Van Boven (BEL)    | 26e            |
| 115            | Davide Persico (ITA)    | 84e            |
| 116            | Lucas Jacques (BEL)     | 81e            |
| 117            | Sil Van Daele (BEL)     | 80e            |

| Philippe Wagner-Bazin PWB | Philippe Wagner-Bazin PWB | Philippe Wagner-Bazin PWB |
| ------------------------- | ------------------------- | ------------------------- |
| Num                       | Coureur                   | Pos                       |
| 121                       | Pierre Barbier (FRA)      | 16e                       |
| 122                       | Rudy Barbier (FRA)        | 59e                       |
| 123                       | Quentin Bezza (FRA)       | AB                        |
| 124                       | Alan Boileau (FRA)        | AB                        |
| 125                       | Thomas Devaux (FRA)       | 49e                       |
| 126                       | Gwen Leclainche (FRA)     | 78e                       |
| 127                       | Kasper Saver (BEL)        | 87e                       |

| Israel Premier Tech Academy ICA | Israel Premier Tech Academy ICA | Israel Premier Tech Academy ICA |
| ------------------------------- | ------------------------------- | ------------------------------- |
| Num                             | Coureur                         | Pos                             |
| 131                             | Pier-André Côté (CAN) (route)   | 4e                              |
| 133                             | Moritz Kretschy (GER)           | 82e                             |
| 134                             | Nadav Raisberg (ISR)            | 43e                             |
| 135                             | Rotem Tene (ISR)                | 58e                             |
| 136                             | Tom Van Asbroeck (BEL)          | 2e                              |

| Beltrami TSA-Tre Colli BTC | Beltrami TSA-Tre Colli BTC | Beltrami TSA-Tre Colli BTC |
| -------------------------- | -------------------------- | -------------------------- |
| Num                        | Coureur                    | Pos                        |
| 141                        | Andrea Biancalani (ITA)    | AB                         |
| 142                        | Edoardo Burani (ITA)       | 73e                        |
| 143                        | Gabriel Fede (ITA)         | AB                         |
| 144                        | Valentino Kamberaj (ITA)   | AB                         |
| 145                        | Alex Raimondi (ITA)        | AB                         |
| 146                        | Nicola Rossi (ITA)         | AB                         |
| 147                        | Simone Impellizzeri (ITA)  | AB                         |

| BHS-PL Beton Bornholm BPC | BHS-PL Beton Bornholm BPC       | BHS-PL Beton Bornholm BPC |
| ------------------------- | ------------------------------- | ------------------------- |
| Num                       | Coureur                         | Pos                       |
| 151                       | Victor Grue Enggaard (DEN)      | 28e                       |
| 152                       | Mads-Emil Dupont Hougaard (DEN) | 86e                       |
| 153                       | Emil Schandorff Iwersen (DEN)   | 60e                       |
| 154                       | Mikkel Øritsland (DEN)          | AB                        |
| 155                       | Sebastian Ryttersgaard (DEN)    | 29e                       |
| 156                       | Jacob Schebye                   | 69e                       |
| 157                       | Martin Szokody                  | AB                        |

| Equipo Kern Pharma EKP | Equipo Kern Pharma EKP   | Equipo Kern Pharma EKP |
| ---------------------- | ------------------------ | ---------------------- |
| Num                    | Coureur                  | Pos                    |
| 161                    | Danny van der Tuuk (POL) | 89e                    |
| 163                    | Francisco Galván (ESP)   | 24e                    |
| 164                    | Unai Iribar (ESP)        | 31e                    |
| 165                    | Martí Márquez (ESP)      | 45e                    |
| 166                    | Eugenio Sánchez (ESP)    | 67e                    |
| 167                    | Antonio Jesús Soto (ESP) | AB                     |

| Cofidis COF | Cofidis COF           | Cofidis COF |
| ----------- | --------------------- | ----------- |
| Num         | Coureur               | Pos         |
| 1           | Eddy Finé (FRA)       | 39e         |
| 2           | Alexis Gougeard (FRA) | 19e         |
| 4           | Nolann Mahoudo (FRA)  | 21e         |
| 5           | Axel Mariault (FRA)   | 10e         |
| 6           | Anthony Perez (FRA)   | 6e          |
| 7           | Alexis Renard (FRA)   | 83e         |

| Decathlon-AG2R La Mondiale DAT | Decathlon-AG2R La Mondiale DAT | Decathlon-AG2R La Mondiale DAT |
| ------------------------------ | ------------------------------ | ------------------------------ |
| Num                            | Coureur                        | Pos                            |
| 11                             | Baptiste Veistroffer (FRA)     | AB                             |
| 12                             | Tom Donnenwirth (FRA)          | 51e                            |
| 13                             | Jordan Labrosse (FRA)          | 9e                             |
| 14                             | Paul Lapeira (FRA)             | 1er                            |
| 15                             | Sam Bennett (IRL)              | 14e                            |
| 16                             | Killian Verschuren (FRA)       | 48e                            |
| 17                             | Valentin Retailleau (FRA)      | 7e                             |

| Groupama-FDJ GFC | Groupama-FDJ GFC      | Groupama-FDJ GFC |
| ---------------- | --------------------- | ---------------- |
| Num              | Coureur               | Pos              |
| 21               | Lewis Askey (GBR)     | 8e               |
| 22               | Noah Hobbs (GBR)      | 20e              |
| 24               | Matthew Walls (GBR)   | 72e              |
| 25               | Joshua Golliker (GBR) | AB               |
| 26               | Thibaud Gruel (FRA)   | 37e              |
| 27               | Brieuc Rolland (FRA)  | 36e              |

| Arkéa-B&B Hotels ARK | Arkéa-B&B Hotels ARK    | Arkéa-B&B Hotels ARK |
| -------------------- | ----------------------- | -------------------- |
| Num                  | Coureur                 | Pos                  |
| 32                   | Florian Dauphin (FRA)   | 30e                  |
| 33                   | Anthony Delaplace (FRA) | 23e                  |
| 34                   | Baptiste Gillet (FRA)   | 46e                  |
| 35                   | Donavan Grondin (FRA)   | 44e                  |
| 36                   | Martin Tjøtta (NOR)     | NP                   |
| 37                   | Clément Venturini (FRA) | 18e                  |

| TotalEnergies TEN | TotalEnergies TEN       | TotalEnergies TEN |
| ----------------- | ----------------------- | ----------------- |
| Num               | Coureur                 | Pos               |
| 41                | Fabien Doubey (FRA)     | 61e               |
| 42                | Valentin Ferron (FRA)   | 57e               |
| 43                | Alan Jousseaume (FRA)   | 62e               |
| 44                | Paul Ourselin (FRA)     | 56e               |
| 45                | Julien Simon (FRA)      | 15e               |
| 46                | Fabien Grellier (FRA)   | AB                |
| 47                | Alexis Vuillermoz (FRA) | 52e               |

| Saint Michel-Mavic-Auber 93 AUB | Saint Michel-Mavic-Auber 93 AUB | Saint Michel-Mavic-Auber 93 AUB |
| ------------------------------- | ------------------------------- | ------------------------------- |
| Num                             | Coureur                         | Pos                             |
| 51                              | Lucas Beneteau (FRA)            | 41e                             |
| 52                              | Nicolas Breuillard (FRA)        | 50e                             |
| 53                              | Jérémy Cabot (FRA)              | AB                              |
| 54                              | Romain Cardis (FRA)             | 33e                             |
| 55                              | Alexandre Delettre (FRA)        | 5e                              |
| 56                              | Jérémy Lecroq (FRA)             | AB                              |
| 57                              | Dillon Corkery (IRL)            | AB                              |

| CIC U Nantes Atlantique UCN | CIC U Nantes Atlantique UCN | CIC U Nantes Atlantique UCN |
| --------------------------- | --------------------------- | --------------------------- |
| Num                         | Coureur                     | Pos                         |
| 61                          | Pierre-Henry Basset (FRA)   | 32e                         |
| 62                          | Clément Braz Afonso (FRA)   | 71e                         |
| 63                          | Léo Danès (FRA)             | 40e                         |
| 64                          | Antoine Hue (FRA)           | 65e                         |
| 65                          | Artus Jaladeau (FRA)        | 79e                         |
| 66                          | Matisse Julien (CAN)        | 38e                         |
| 67                          | Robin Plamondon (CAN)       | 88e                         |

| Nice Métropole Côte d'Azur NMC | Nice Métropole Côte d'Azur NMC | Nice Métropole Côte d'Azur NMC |
| ------------------------------ | ------------------------------ | ------------------------------ |
| Num                            | Coureur                        | Pos                            |
| 71                             | Damien Girard (FRA)            | 54e                            |
| 72                             | Jean-Louis Le Ny (FRA)         | 12e                            |
| 73                             | Alexandre Léonien (FRA)        | AB                             |
| 74                             | Axel Narbonne-Zuccarelli (FRA) | 22e                            |
| 75                             | Jonathan Couanon (FRA)         | 42e                            |
| 76                             | Alexander Konijn (NED)         | AB                             |
| 77                             | Noah Knecht (FRA)              | AB                             |

| Van Rysel-Roubaix VRR | Van Rysel-Roubaix VRR  | Van Rysel-Roubaix VRR |
| --------------------- | ---------------------- | --------------------- |
| Num                   | Coureur                | Pos                   |
| 81                    | Thomas Boudat (FRA)    | 91e                   |
| 82                    | Rémi Capron (FRA)      | 77e                   |
| 83                    | Célestin Guillon (FRA) | 74e                   |
| 84                    | Maxime Jarnet (FRA)    | 53e                   |
| 85                    | Jérémy Leveau (FRA)    | 55e                   |
| 86                    | Emmanuel Morin (FRA)   | 3e                    |
| 87                    | Kenny Molly (BEL)      | 64e                   |

| Burgos-BH BBH | Burgos-BH BBH          | Burgos-BH BBH |
| ------------- | ---------------------- | ------------- |
| Num           | Coureur                | Pos           |
| 91            | Clément Alleno (FRA)   | 11e           |
| 92            | Antonio Angulo (ESP)   | 27e           |
| 93            | Jesús Ezquerra (ESP)   | 66e           |
| 94            | Alejandro Franco (ESP) | AB            |
| 95            | Ángel Fuentes (ESP)    | 25e           |
| 96            | Óscar Pelegrí (ESP)    | 47e           |
| 97            | Karel Vacek (CZE)      | 68e           |

| Euskaltel-Euskadi EUS | Euskaltel-Euskadi EUS          | Euskaltel-Euskadi EUS |
| --------------------- | ------------------------------ | --------------------- |
| Num                   | Coureur                        | Pos                   |
| 101                   | Jon Aberasturi (ESP)           | 13e                   |
| 102                   | Xabier Berasategi (ESP)        | 76e                   |
| 103                   | Unai Cuadrado (ESP)            | 90e                   |
| 104                   | James Fouché (NZL)             | 17e                   |
| 105                   | Andoni López de Abetxuko (ESP) | 70e                   |
| 106                   | Gotzon Martín (ESP)            | 34e                   |
| 107                   | Iker Mintegi (ESP)             | 75e                   |

| Bingoal WB BWB | Bingoal WB BWB          | Bingoal WB BWB |
| -------------- | ----------------------- | -------------- |
| Num            | Coureur                 | Pos            |
| 111            | Michiel Lambrecht (BEL) | 63e            |
| 112            | Dimitri Peyskens (BEL)  | 35e            |
| 113            | Louis Blouwe (BEL)      | AB             |
| 114            | Luca Van Boven (BEL)    | 26e            |
| 115            | Davide Persico (ITA)    | 84e            |
| 116            | Lucas Jacques (BEL)     | 81e            |
| 117            | Sil Van Daele (BEL)     | 80e            |

| Philippe Wagner-Bazin PWB | Philippe Wagner-Bazin PWB | Philippe Wagner-Bazin PWB |
| ------------------------- | ------------------------- | ------------------------- |
| Num                       | Coureur                   | Pos                       |
| 121                       | Pierre Barbier (FRA)      | 16e                       |
| 122                       | Rudy Barbier (FRA)        | 59e                       |
| 123                       | Quentin Bezza (FRA)       | AB                        |
| 124                       | Alan Boileau (FRA)        | AB                        |
| 125                       | Thomas Devaux (FRA)       | 49e                       |
| 126                       | Gwen Leclainche (FRA)     | 78e                       |
| 127                       | Kasper Saver (BEL)        | 87e                       |

| Israel Premier Tech Academy ICA | Israel Premier Tech Academy ICA | Israel Premier Tech Academy ICA |
| ------------------------------- | ------------------------------- | ------------------------------- |
| Num                             | Coureur                         | Pos                             |
| 131                             | Pier-André Côté (CAN) (route)   | 4e                              |
| 133                             | Moritz Kretschy (GER)           | 82e                             |
| 134                             | Nadav Raisberg (ISR)            | 43e                             |
| 135                             | Rotem Tene (ISR)                | 58e                             |
| 136                             | Tom Van Asbroeck (BEL)          | 2e                              |

| Beltrami TSA-Tre Colli BTC | Beltrami TSA-Tre Colli BTC | Beltrami TSA-Tre Colli BTC |
| -------------------------- | -------------------------- | -------------------------- |
| Num                        | Coureur                    | Pos                        |
| 141                        | Andrea Biancalani (ITA)    | AB                         |
| 142                        | Edoardo Burani (ITA)       | 73e                        |
| 143                        | Gabriel Fede (ITA)         | AB                         |
| 144                        | Valentino Kamberaj (ITA)   | AB                         |
| 145                        | Alex Raimondi (ITA)        | AB                         |
| 146                        | Nicola Rossi (ITA)         | AB                         |
| 147                        | Simone Impellizzeri (ITA)  | AB                         |

| BHS-PL Beton Bornholm BPC | BHS-PL Beton Bornholm BPC       | BHS-PL Beton Bornholm BPC |
| ------------------------- | ------------------------------- | ------------------------- |
| Num                       | Coureur                         | Pos                       |
| 151                       | Victor Grue Enggaard (DEN)      | 28e                       |
| 152                       | Mads-Emil Dupont Hougaard (DEN) | 86e                       |
| 153                       | Emil Schandorff Iwersen (DEN)   | 60e                       |
| 154                       | Mikkel Øritsland (DEN)          | AB                        |
| 155                       | Sebastian Ryttersgaard (DEN)    | 29e                       |
| 156                       | Jacob Schebye                   | 69e                       |
| 157                       | Martin Szokody                  | AB                        |

| Equipo Kern Pharma EKP | Equipo Kern Pharma EKP   | Equipo Kern Pharma EKP |
| ---------------------- | ------------------------ | ---------------------- |
| Num                    | Coureur                  | Pos                    |
| 161                    | Danny van der Tuuk (POL) | 89e                    |
| 163                    | Francisco Galván (ESP)   | 24e                    |
| 164                    | Unai Iribar (ESP)        | 31e                    |
| 165                    | Martí Márquez (ESP)      | 45e                    |
| 166                    | Eugenio Sánchez (ESP)    | 67e                    |
| 167                    | Antonio Jesús Soto (ESP) | AB                     |